# Groot-Brittannië op de Olympische Winterspelen 1968
Tijdens de Olympische Winterspelen van 1968, die in Grenoble (Frankrijk) werden gehouden, nam Groot-Brittannië voor de tiende keer deel.

## Deelnemers en resultaten

### Alpineskiën
| Olympiër                | Discipline       | Resultaat | Prestatie                           |
| ----------------------- | ---------------- | --------- | ----------------------------------- |
| David Borradaile        | afdaling (m)     | 56e       | 2.17,31 (+17,46)                    |
| Luke O'Reilly           | afdaling (m)     | 50e       | 2.10,99 (+11,14)                    |
| Luke O'Reilly           | reuzenslalom (m) | 54e       | 3.54,02 (+24,74)                    |
| Luke O'Reilly           | slalom (m)       | dnq       | niet geplaatst voor finalewedstrijd |
| Jeremy Palmer-Tomkinson | afdaling (m)     | 25e       | 2.05,43 (+5,58)                     |
| Jeremy Palmer-Tomkinson | reuzenslalom (m) | 35e       | 3.44,30 (+15,02)                    |
| Jeremy Palmer-Tomkinson | slalom (m)       | 30e       | 2.01,12 (+21,39)                    |
| Ian Todd                | afdaling (m)     | 44e       | 2.10,00 (+10,15)                    |
| Ian Todd                | reuzenslalom (m) | 60e       | 3.57,47 (+28,19)                    |
| Ian Todd                | slalom (m)       | dnq       | niet geplaatst voor finalewedstrijd |
| Julian Vasey            | reuzenslalom (m) | 62e       | 3.59,73 (+30,45)                    |
| Julian Vasey            | slalom (m)       | dnq       | niet geplaatst voor finalewedstrijd |
|                         |                  |           |                                     |
| Felicity Field          | afdaling (v)     | 6e        | 1.42,79 (+1,92)                     |
| Felicity Field          | reuzenslalom (v) | 24e       | 2.00,55 (+8,58)                     |
| Felicity Field          | slalom (v)       | 14e       | 1.33,38 (+7,52)                     |
| Divina Galica           | afdaling (v)     | 32e       | 1.49,39 (+8,52)                     |
| Divina Galica           | reuzenslalom (v) | 8e        | 1.56,58 (+4,61)                     |
| Divina Galica           | slalom (v)       | dnf-1     | opgave run 1                        |
| Gina Hathorn            | afdaling (v)     | 15e       | 1.44,36 (+3,49)                     |
| Gina Hathorn            | reuzenslalom (v) | 26e       | 2.00,80 (+8,83)                     |
| Gina Hathorn            | slalom (v)       | 4e        | 1.27,92 (+2,06) 41,84+46,08         |
| Helen Jamieson          | afdaling (v)     | 26e       | 1.48,03 (+7,16)                     |
| Helen Jamieson          | reuzenslalom (v) | 30e       | 2.02,99 (+11,02)                    |
| Diana Tomkinson         | slalom (v)       | 23e       | 1.40,93 (+15,07)                    |

### Biatlon
| Olympiër                                                   | Discipline             | Resultaat | Prestatie                                                                            |
| ---------------------------------------------------------- | ---------------------- | --------- | ------------------------------------------------------------------------------------ |
| Roger Bean                                                 | 20 km (m)              | 16e       | 1:24.07,5 (+10.21,6) pen.: 5                                                         |
| Frederick Andrew                                           | 20 km (m)              | 36e       | 1:29.21,3 (+15.35,4) pen.: 7                                                         |
| Alan Notley                                                | 20 km (m)              | 44e       | 1:32.23,1 (+18.37,2) pen.: 7                                                         |
| Marcus Halliday                                            | 20 km (m)              | 59e       | 1:42.40,5 (+28.54,6) pen.: 19                                                        |
| Marcus Halliday Alan Notley Peter Tancock Frederick Andrew | 4x7,5 km estafette (m) | 12e       | 2:34.40,9 (+21.38,5) pen.: 9 (1 / 2 / 5 / 1) (37.43,6 / 39.17,2 / 40.20,8 / 37.19,3) |

### Bobsleeën
| Olympiër                                           | Discipline                        | Resultaat | Prestatie                                               |
| -------------------------------------------------- | --------------------------------- | --------- | ------------------------------------------------------- |
| Anthony Nash Robin Dixon                           | 2-mansbob (m) Groot-Brittannië I  | 5e        | 4.45,16 (+3,62) (1.10,57 / 1.11,60 / 1.11,77 / 1.11,22) |
| John Blockey Mike Freeman                          | 2-mansbob (m) Groot-Brittannië II | 15e       | 4.51,27 (+9,73)                                         |
| Anthony Nash Guy Renwick Robin Widdows Robin Dixon | 4-mansbob (m) Groot-Brittannië I  | 8e        | 2.18,84 (+1,45) (1.10,45 / 1.08,39)                     |
| John Blockey John Brown Timothy Thorn Mike Freeman | 4-mansbob (m) Groot-Brittannië II | 14e       | 2.20,19 (+2,80)                                         |

### Kunstrijden
| Olympiër                     | Discipline | Resultaat | Prestatie                |
| ---------------------------- | ---------- | --------- | ------------------------ |
| Michael Williams             | mannen     | 15e       | pc. 147,0; 1650,9 punten |
| Haig Oundjian                | mannen     | 17e       | pc. 154,0; 1639,5 punten |
| Sally-Anne Stapleford        | vrouwen    | 11e       | pc. 105,0; 1680,9 punten |
| Patricia Dodd                | vrouwen    | 15e       | pc. 140,0; 1634,6 punten |
| Frances Waghorn              | vrouwen    | 24e       | pc. 211,0; 1557,2 punten |
| Linda Bernard Raymond Wilson | paarrijden | 18e       | pc. 160,0; 251,2 punten  |

### Langlaufen
| Olympiër      | Discipline | Resultaat | Prestatie         |
| ------------- | ---------- | --------- | ----------------- |
| Victor Dakin  | 15 km (m)  | 58e       | 56.49,9 (+8.55,7) |
| Peter Tancock | 15 km (m)  | 59e       | 57.31,1 (+9.36,9) |

### Rodelen
| Olympiër           | Discipline | Resultaat | Prestatie        |
| ------------------ | ---------- | --------- | ---------------- |
| Richard Liversedge | mannen     | 39e       | 3.07,04 (+14,56) |
| James Manclark     | mannen     | 40e       | 3.07,94 (+15,46) |

### Schaatsen
| Olympiër        | Discipline | Resultaat | Prestatie      |
| --------------- | ---------- | --------- | -------------- |
| John Blewitt    | 5000 m (m) | 27e       | 7.59,8 (+37,4) |
| David Bodington | 500 m (m)  | dnf       | opgave         |
| David Bodington | 1500 m (m) | 53e       | 2.19,1 (+15,7) |
| Geoff Stockdale | 500 m (m)  | 26e       | 42,1 (+1,8)    |
| Geoff Stockdale | 1500 m (m) | 43e       | 2.15,6 (+12,2) |
| John Tipper     | 500 m (m)  | 19e       | 41,5 (+1,2)    |
| John Tipper     | 1500 m (m) | 28e       | 2.12,4 (+9,0)  |
|                 |            |           |                |
| Patricia Tipper | 1000 m (v) | 29e       | 1.46,5 (+13,9) |
| Patricia Tipper | 3000 m (v) | 26e       | 5.49,0 (+52,8) |

Argentinië · Australië · Bondsrepubliek Duitsland · Bulgarije · Canada · Chili · Denemarken · Duitse Democratische Republiek · Finland · Frankrijk · Griekenland · Groot-Brittannië · Hongarije · IJsland · India · Iran · Italië · Japan · Joegoslavië · Libanon · Liechtenstein · Marokko · Mongolië · Nederland · Nieuw-Zeeland · Noorwegen · Oostenrijk · Polen · Roemenië · Sovjet-Unie · Spanje · Tsjecho-Slowakije · Turkije · Verenigde Staten · Zuid-Korea · Zweden · Zwitserland